# Carlia inconnexa
Carlia inconnexa — вид сцинкоподібних ящірок родини сцинкових (Scincidae). Ендемік Австралії.

## Поширення і екологія
Carlia inconnexa мешкають на островах Вітсандей, Хук і Ліндеман в архіпелазі Вітсандей у Кораловому морі. Вони живуть серед скель, порослих чагарниками і сухим тропічним лісом.